# Jim Molinari
James R. Molinari, detto Jim (26 dicembre 1954), è un allenatore di pallacanestro statunitense.

## Carriera
Ha guidato gli Stati Uniti alle Universiadi di Sicilia 1997.